# Поединок (повесть)
«Поеди́нок» — повесть Александра Ивановича Куприна, опубликованная в 1905 году. В повести описывается история конфликта молодого подпоручика Ромашова со старшим офицером, развивающегося на фоне столкновения романтического мировоззрения интеллигентного юноши с миром захолустного пехотного полка, с его провинциальными нравами, муштрой и пошлостью офицерского общества. Самое значительное произведение в творчестве Куприна.
Первое издание «Поединка» вышло в свет с посвящением: «Максиму Горькому с чувством искренней дружбы и глубокого уважения эту повесть посвящает автор». По собственному признанию автора, влияние Горького определило «всё смелое и буйное в повести».

## Сюжет
Конец XIX века. Пехотный армейский полк стоит в захолустном городке в западной части Российской империи. Главный герой — молодой и много рефлексирующий подпоручик Георгий Ромашов, которого тяготит военная служба и офицерский быт: офицеры полка муштруют солдат только ради успешного выступления на смотре, при этом постоянно избивают солдат, сами же проводят свободное время за карточной игрой и выпивкой. Ромашов прекращает тянувшуюся несколько месяцев любовную связь с женой капитана Петерсона, при этом брошенная женщина обещает отомстить ему. Единственное утешение Ромашова состоит в визитах к супругам Николаевым. Поручик Николаев усердно занимается, чтобы поступить в военную академию (хотя уже дважды безуспешно пытался сдать экзамены). В этом заинтересована его жена, амбициозная молодая дама Александра Петровна (Шурочка), которая хочет вырваться из провинции и попасть в высшее общество.
Ромашов понимает, что влюблён в Шурочку, хотя вряд ли осмелится признаться ей в этом. От офицера Назанского, страдающего алкоголизмом в тяжёлой степени, Ромашов узнаёт, что тот когда-то любил женщину, которая отвечала ему взаимностью, однако из-за того, что он не смог побороть страсть к алкоголю, рассталась с ним и вскоре вышла замуж за другого. Ромашов понимает, что речь идёт о Шурочке.
На пикнике по поводу именин Шурочки, уединившись с Ромашовым, она признаётся ему в том, что любит его, но они не могут быть вместе: Ромашов слишком слаб и не сможет дать ей того положения, которого она хочет достичь. Николаева она не любит, но вынуждена будет остаться с ним, натаскивая его для поступления в академию. Она также просит Ромашова больше не бывать у них, поскольку Николаеву стали приходить анонимные письма про связь Шурочки с Ромашовым.
В мае проходит смотр полка перед корпусным командиром. На смотре Ромашов из-за невнимательности портит построение во время прохода своей роты перед генералом, становясь посмешищем всего полка. Николаев разговаривает с ним наедине, рассказывая об анонимках и, в ответ на признание Ромашова в том, что он знает, кто их пишет, резко упрекает его, что тот до сих пор не «заткнул рот» анониму. Вечером Ромашов готовится покончить с собой, но возле железнодорожного полотна встречает рядового Хлебникова, маленького и забитого человека, и пытается утешить его. Сам Ромашов готов оставить службу, считая её бессмысленной, однако не понимает, что он ещё мог бы делать.
Во время очередной пьянки, когда Ромашов делает замечание одному из офицеров, Николаев оскорбляет его, и между Ромашовым и Николаевым завязывается драка. На следующий день полковой суд постановляет, что между ними должен произойти поединок. Ночью перед дуэлью Шурочка приходит к Ромашову и просит его сделать так, чтобы поединок состоялся, но Николаев не был бы ранен: она уверена, что её муж в этом году поступит в академию и их жизнь изменится. По её словам, она договорилась с мужем и сам Ромашов также не будет ранен на поединке. Перед прощанием Шурочка отдаётся Ромашову.
Повесть заканчивается официальным рапортом о поединке, в котором говорится о том, что Ромашов скончался от ранения в живот после выстрела соперника.

## Прототипы образов повести
В 1890 году, окончив военное училище, Куприн в чине подпоручика был зачислен в 46-й Днепровский пехотный полк, стоявший в городе Проскурове Подольской губернии. В 1894 году Куприн вышел в отставку. Проскуров того времени и полк легко узнаваемы в повести.

### Прототип города
Согласно словарю Брокгауза и Ефрона «Проскуров в то время — уездный город Подольской губернии, расположен на низменной равнине, окружённой возвышенными холмами, при впадении речки Плоской в Буг; станция Юго-Западной железной дороги. В 1897 г. жителей 22 915 (13 783 мужч. и 9132 женщ.). По данным 1896 г., православные составляли 29,8 %, католики 30,1 %, евреи 39,5 %».
Описание Проскурова 1898 года и жизни офицера в нём, отражены в мемуарах генерал-лейтенанта Генерального штаба А. С. Лукомского, в то время адъютанта штаба 12-й пехотной дивизии, в которую входил 46-й полк Куприна:

Данные о жизни в Проскурове были не особенно утешительны, и я отправился туда без особого удовольствия. Проскуров, как город, произвел на меня просто удручающее впечатление. Это было скорей грязное еврейское местечко, с одной только мощеной главной улицей. … Но вообще жизнь в Проскурове и сам Проскуров мне страшно надоели, я просто стал опасаться, что могу спиться. А тут ещё приближалась весна, и Проскуров стал превращаться в непролазное болото. … . В те вечера, в которые я никуда не ходил, я просто изнывал дома. Нападала такая тоска, что не хотелось и читать. Куда-либо идти «на огонёк» не хотелось: опять водка и карты. — А. С. Лукомский

### Прототипы героев
По мнению биографа Куприна В. Н. Афанасьева, «верность Куприна фактам биографии отдельных офицеров Днепровского полка, послуживших ему прототипами, в некоторых случаях просто поразительна».
В этом легко убедиться, сопоставляя то, что говорится в повести о полковом казначее, члене полкового суда штабс-капитане Дорошенко, с официальными данными послужного списка его возможного прототипа штабс-капитана Дорошевича.
Прототипом Бек-Агамалова является сослуживец Куприна С. Бек-Бузаров.
Прототипом образа батальонного адъютанта Олизара послужил другой сослуживец Куприна — адъютант Олифер Николай Константинович, «из потомственных дворян Воронежской губернии», служил в Днепровском полку с 1889 по 1897 год, причём с начала службы и по 1894 год был батальонным адъютантом.
В автобиографии Куприна, относящейся к 1913 году, рассказывается о его столкновении с командиром полка, Александром Прокофьевичем Байковским, причём старый полковник охарактеризован так, что невольно вспоминается командир полка, в котором служит Ромашов, — Шульгович. В автобиографии Куприна он описан как «в душе прекрасный, добрый и даже сентиментальный человек, но притворявшийся на службе крикуном, бурбоном и грубияном».

## Отзывы и критика
Максим Горький высоко оценил произведение Куприна:

Великолепная повесть, я полагаю, что на всех честных, думающих офицеров она должна произвести неотразимое впечатление.— Максим Горький
Повесть Куприна приветствовал А. В. Луначарский, посвятив ей большую статью «О чести» в журнале «Правда», осень 1905 года.

Не могу также не обратить внимания читателя на прекрасные страницы Куприна — настоящее обращение к армии. Хочется думать, что не один офицер, прочтя эти красноречивые страницы… услышит в себе голос настоящей чести.— А. В. Луначарский
По определению К. Паустовского, одна из самых волнующих сцен повести — ночная встреча у полотна железной дороги Ромашова с Хлебниковым — «одна из лучших… в русской литературе».
В противовес положительной оценке, данной «Поединку», генерал-лейтенант П. А. Гейсман обвинял Куприна в клевете на армию, в покушении на подрыв государственного строя.

## Экранизации
- «Поединок» (Российская империя, 1910), режиссёр Андре Мэтр.
- «Поединок» (СССР, 1957), режиссёр Владимир Петров.
- «Шурочка» (СССР, 1982), режиссёр Иосиф Хейфиц.
- «Юнкера» (Россия, 2009), 12 серий, режиссёр Игорь Черницкий.
- «Подпоручикъ Ромашовъ» (Россия, 2012), режиссёр Игорь Черницкий.
- «Куприн. Поединок» (Россия, 2014), 4 серии, режиссёр Андрей Малюков.

Барельеф по сюжету повести «Поединок» у памятника А. И. Куприну в Наровчате, 2015 год

## Памятные сооружения
- В 2015 году в Наровчате был открыт памятник А. И. Куприну, работы скульптора А. С. Хачатуряна. У подножия памятника установлены четыре барельефа с сюжетами из повестей писателя «Поединок» и «Суламифь», а также рассказов «Храбрые беглецы» и «Царёв гость из Наровчата».